# Charles-Jules de Rohan-Rochefort
Charles-Jules de Rohan, prince de Rochefort, né le 29 août 1729 et mort le 18 mai 1811 est un gentilhomme de la maison de Rohan, famille de la haute noblesse française. 
Il est le père de Charlotte de Rohan-Rochefort, compagne du duc d'Enghien.

## Biographie

### Origines familiales
Fils aîné de Charles de Rohan, prince de Rochefort, et de son épouse Eléonore-Eugénie de Béthisy de Mézières, il est le second d'une fratrie de quatre. Il est le petit-fils de Charles III de Rohan, prince de Guéméné, et d'Eugène de Béthisy, marquis de Mézières.
Sa famille, qui se réclame des ducs de Bretagne, a le rang de prince étranger à la cour de France, ce qui donne à ses membres, entre autres privilèges, le droit au prédicat d'« Altesse ».
Sa sœur aînée Éléonore épousera Jean de Merode, fils de Jean-Philippe Eugène de Merode-Westerloo. Sa sœur cadette est Madame de Brionne, célèbre salonnière, épouse de Louis-Charles de Lorraine.
Titré prince de Montauban à la naissance, il devient prince de Rochefort à la mort de son père en février 1766.

### Carrière
Il sert dans les armées du roi de France : colonel d'un régiment d'infanterie à son nom en 1745, il est lieutenant-général des armées en 1780, gouverneur des ville et citadelle de Nîmes et Saint-Hippolyte. 
Emigré durant la Révolution, il sert dans l'armée de Condé. Gravement blessé, il doit quitter le service. 
Il regagne la France à la faveur de l'amnistie des émigrés en 1802.

### Mariage et descendance
Le 24 mai 1762, il épouse à Paris, paroisse Saint-Sulpice Marie-Henriette-Charlotte d'Orléans-Rothelin (3 février 1744 - 16 mars 1820), fille d'Alexandre d'Orléans, marquis de Rothelin, lieutenant général des armées du roi, lieutenant des gardes du corps du roi, gouverneur des ville et citadelle de Blavet et Port-Louis, et de Marie-Catherine de Roncherolles, sa seconde épouse. 
Son épouse lui apporte notamment la vicomté de Lavedan et le marquisat de Bénac. 
Il en a eu cinq enfants :
- Charles-Mériadec de Rohan (16 novembre 1763 - 21 octobre 1764) ;
- Charles-Louis-Gaspard de Rohan, vicomte de Rohan, prince de Rochefort, (1er novembre 1765 - 7 mars 1843) épouse Marie-Louise-Joséphine de Rohan [5]. Tous deux sont les arrière-grands-parents d'Alain de Rohan et de Berthe de Rohan, duchesse de Madrid ;
- Charlotte de Rohan-Rochefort (25 octobre 1767 - 1er mai 1841) compagne du duc d'Enghien, fils du duc de Bourbon et de Bathilde d'Orléans ;
- Louis-Camille-Jules de Rohan (16 avril 1770 - 10 juin 1794), célibataire, guillotiné pendant la Terreur ;
- Clémentine-Caroline-Henriette de Rohan (26 octobre 1786 - 7 juillet 1850), épouse de François-Louis de Gaudechart, marquis de Querrieu (12 juin 1758 - 30 septembre 1832), dont deux fils morts sans postérité.